# 巴比特溫特 (亞利桑那州)
巴比特溫特（英語：Babbit Winter）是位於美國亞利桑那州可可尼諾縣的一個非建制地區。該地的面積和人口皆未知。

## 地理
巴比特溫特的座標為34°37′31″N 110°49′59″W / 34.62528°N 110.83306°W，而該地的平均海拔高度為1963米（即6440英尺）。